# Platylomalus fossisternus
Platylomalus fossisternus är en skalbaggsart som först beskrevs av Cooman 1936.  Platylomalus fossisternus ingår i släktet Platylomalus och familjen stumpbaggar. Inga underarter finns listade i Catalogue of Life.